# العلاقات الكولومبية الليبية
العلاقات الكولومبية الليبية هي العلاقات الثنائية التي تجمع بين كولومبيا وليبيا.

## مقارنة بين البلدين
هذه مقارنة عامة ومرجعية للدولتين:
| وجه المقارنة                                              | كولومبيا        | ليبيا                                       |
| --------------------------------------------------------- | --------------- | ------------------------------------------- |
| المساحة (كم2)                                             | 1.14 مليون      | 1.76 مليون                                  |
| عدد السكان (نسمة)                                         | 49.07 مليون     | 6.37 مليون                                  |
| الكثافة السكانية (ن./كم²)                                 | 43.04           | 3.62                                        |
| العاصمة                                                   | بوغوتا          | طرابلس                                      |
| اللغة الرسمية                                             | اللغة الإسبانية | اللغة العربية، اللغة العربية الفصحى الحديثة |
| العملة                                                    | بيزو كولومبي    | دينار ليبي                                  |
| الناتج المحلي الإجمالي (بليون دولار)                      | 309.19 مليار    | 50.98 مليار                                 |
| الناتج المحلي الإجمالي (تعادل القوة الشرائية) بليون دولار | 724.96 مليار    | 69.32 مليار                                 |
| الناتج المحلي الإجمالي الاسمي للفرد دولار أمريكي          | 7.60 ألف        |                                             |
| الناتج المحلي الإجمالي للفرد دولار أمريكي                 | 13.36 ألف       | 15.60 ألف                                   |
| مؤشر التنمية البشرية                                      | 0.720           | 0.724                                       |
| رمز المكالمات الدولي                                      | +57             | +218                                        |
| رمز الإنترنت                                              | .co             | .ly                                         |
| المنطقة الزمنية                                           | 00              | ت ع م+02:00، توقيت شرق أوروبا               |

## مدن متوأمة
في ما يلي قائمة باتفاقيات التوأمة بين مدن كولومبية وليبية:
- ترتبط بوغوتا مع طرابلس باتفاقية توأمة.

## منظمات دولية مشتركة
يشترك البلدان في عضوية مجموعة من المنظمات الدولية، منها:
| علم المنظمة | اسم المنظمة                        | تاريخ انضمام كولومبيا | تاريخ انضمام ليبيا |
| ----------- | ---------------------------------- | --------------------- | ------------------ |
|             | البنك الدولي للإنشاء والتعمير      | 24 ديسمبر 1946        | 17 سبتمبر 1958     |
|             | منظمة حظر الأسلحة الكيميائية       | ?                     | ?                  |
|             | الأمم المتحدة                      | 5 نوفمبر 1945         | 14 ديسمبر 1955     |
|             | منظمة الشرطة الجنائية الدولية      | ?                     | ?                  |
|             | وكالة ضمان الاستثمار متعدد الأطراف | 30 نوفمبر 1995        | 5 أبريل 1993       |
|             | يونسكو                             | 31 أكتوبر 1947        | 27 يونيو 1953      |
|             | مؤسسة التنمية الدولية              | 16 يونيو 1961         | 1 أغسطس 1961       |
|             | مؤسسة التمويل الدولية              | 20 يوليو 1956         | 18 سبتمبر 1958     |
|             | الاتحاد البريدي العالمي            | ?                     | ?                  |
|             | الاتحاد الدولي للاتصالات           | 25 أغسطس 1914         | 3 فبراير 1953      |

## وصلات خارجية
- موقع وزارة الخارجية الليبية